# Caprella striata
Caprella striata är en kräftdjursart som beskrevs av Mayer 1903. Caprella striata ingår i släktet Caprella och familjen Caprellidae. Inga underarter finns listade i Catalogue of Life.